# همفري أوين جونز
همفري أوين جونز (بالإنجليزية: Humphrey Owen Jones) (و. 1878 – 1912 م) هو متسلق جبال، وكيميائي ويلزي، كان عضوًا في الجمعية الملكية، توفي في مون بلون، عن عمر يناهز 34 عاماً.

## التعليم
تعلم في جامعة أبيريستويث، وكلية كلير.

## جوائز
حصل على جوائز منها:
- زمالة الجمعية الملكية